# Boussole (roman)
Pour les articles homonymes, voir Boussole (homonymie).
Boussole est le neuvième roman de l'écrivain Mathias Énard paru en août 2015 aux éditions Actes Sud. Traitant de l'Orient, il a remporté le prix Goncourt le 3 novembre 2015 et le prix des libraires de Nancy – Le Point la même année.

## Synopsis
Une nuit d'insomnie à Vienne, le musicologue Franz Ritter revisite sa vie à travers les souvenirs de sa carrière d'universitaire, de ses séjours en Orient et des moments passés auprès de celle qu'il aime, Sarah.
Cette remémoration est ponctuée de digressions regroupées thématiquement en portraits qui constituent une œuvre dans l'œuvre, le traité, en cinq chapitres, « Des différentes formes de folie en Orient » : « Les orientalistes amoureux », « La caravane des travestis », « Gangrène et tuberculose », « Portraits d'orientalistes en commandeurs des croyants » et « L'Encyclopédie des décapités ».

## Analyse
Le fil rouge de ce monologue adressé à Sarah réside dans la remémoration des moments passés ensemble, en Orient comme en Europe, et dans la profondeur des sentiments qu'il éprouve pour elle. Au gré du récit des épisodes de la vie de ce couple fuyant, et peut-être illusoire, surgissent des évocations de l'existence et de la culture de Franz Ritter : anecdotes personnelles, destins de voyageurs, d'artistes et de spécialistes de l'Orient, portraits de personnalités orientales ou liées à l'Empire Ottoman, à la Syrie ou à l'Iran. Ces sous-récits sont placés pour la plupart sous le signe de l'égarement et d'un échec, souvent glorieux.
Le titre de ce roman, Boussole, se comprend tout à la fois comme le symbole de l'attirance de nombreux occidentaux pour l'Orient et comme celui, ironique, de la perte de repères que ce tropisme provoque.

## Distinction
Le roman remporte le prix Goncourt 2015 dès le premier tour de scrutin avec six voix contre deux à Ce pays qui te ressemble de Tobie Nathan, deux à Les Prépondérants d'Hédi Kaddour et aucune à Titus n'aimait pas Bérénice de Nathalie Azoulai.
Les romans sélectionnés mais non finalistes sont Un amour impossible de Christine Angot, Soudain, seuls d'Isabelle Autissier, Discours d'un arbre sur la fragilité des hommes d'Olivier Bleys, Au pays du p'tit de Nicolas Fargues, Un papa de sang de Jean Hatzfeld, Eva de Simon Liberati, Petit piment d'Alain Mabanckou, Il était une ville de Thomas B. Reverdy, 2084 : la fin du monde de Boualem Sansal, Retiens ma nuit de Denis Tillinac et D'après une histoire vraie de Delphine de Vigan.

## Réception critique et ventes
Récompensé par le prix Goncourt, le roman de Mathias Énard a été salué à plusieurs titres par la presse française et francophone :
- En raison de l'ouverture au monde dont il témoigne et dont il se fait le messager :

« Venant tordre une bonne fois pour toutes le cou aux idées reçues sur une littérature française censément autocentrée, chaque page de ce Goncourt 2015 vient sortir le lecteur de lui-même, le confronter à une infinité de sujets et de personnages dont il ignorait tout, pour les lui rendre proches. »

- En raison de la richesse des enjeux qu'il recèle :

« Une boussole, vraiment ? Ce roman d'une extraordinaire richesse est plutôt un tapis volant : il nous fait voyager dans les textes de tous les pays, nous convie à suivre Flaubert ou Chateaubriand, voyageurs d'Orient, et nous rappelle aussi qu'à Palmyre, des fous détruisent des édifices. Un roman d'amour donc, charnel et passionné par tout ce que la rencontre avec l'Orient peut apporter de poésie et de savoirs. »

- En raison de sa construction, jugée savante et limpide :

« Un récit admirablement mené [:] Mathias Énard dessine son livre comme un artiste, à grand renfort d'arabesques. Son récit épouse la courbe de l'esprit de Ritter. [...] L'érudition est là, sans limite, excessive, dynamitée par des ruades, des accélérations de l'écrivain qui sauvent le roman de l'écueil. L'exercice est admirablement mené, quasi parfait, formant un récit au cours puissant comme un fleuve. »

- La presse libanaise francophone insiste sur son interprétation du dialogue interculturel entre Occident et Orient :

« Boussole est tout à la fois une méditation tendre et désespérée sur le destin tragique de la Syrie, un hommage à l’orientalisme, creuset d’un dialogue ancien entre Orient et Occident, un chant d’amour à tous ceux qui ont été à tel point épris de la différence qu’ils se sont immergés dans les langues, les cultures ou les musiques qu’ils découvraient, parfois jusqu’à s’y perdre corps et âme. »

Le roman s'est vendu à environ 200 000 exemplaires à la fin 2015.